# Skolkovo innovation center

Logotipo da Skolkovo

A Skolkovo Innovation Center é uma área de tecnologia situado perto de Moscou, na Rússia.
O lugar propõe a criação de um parque tecnológico. Também tem como planejamento um projeto de uma cidade sustentável.